# Nelson (ancienne circonscription fédérale)
Pour les articles homonymes, voir Nelson.
Nelson fut une circonscription électorale fédérale du Manitoba, représentée de 1917 à 1935.
La circonscription de Nelson a été créée en 1914 d'une partie de Dauphin. Abolie en 1933, elle fut entièrement transférée dans la nouvelle circonscription de Churchill.

## Géographie
En 1914 la circonscription de Nelson comprenait le nord de la province du Manitoba et était composée de petites municipalités et de réserves autochtones.

## Députés
1. 1917-1921 — John Archibald Campbell, Unioniste
2. 1921-1930 — Thomas William Bird, PPC
3. 1930-1935 — Bernard Stitt, CON

- CON = Parti conservateur du Canada (ancien)
- PPC = Parti progressiste du Canada